# Wat Phnom
Wat Phnom (Khmer: វត្តភ្នំ) is een boeddhistische tempel (wat) die ligt op een door mensen gemaakte heuvel van 27 meter hoog (Phnom betekent heuvel in het Khmer) in de stad Phnom Penh in Cambodja. De tempel is voor veel Khmers een zeer heilige plaats. Op de straat rondom de tempel zijn er veel waarzeggers, gebedsgenezers, bedelaars en heilige mannen.

## Geschiedenis
Wat Phnom werd gebouwd in 1372 om vier Boeddhabeelden te huisvesten die volgens de overlevering waren gevonden aan de oever van de Mekong door een rijke, oude vrouw genaamd Penh. Zij liet de heuvel en de tempel op de grond bij haar woning aanleggen en gaf zo haar naam aan de stad Phnom Penh (heuvel van Penh).

## Architectuur
Aan de oostkant van de heuvel leidt een grote trap omlijst door naga's, dvarapala's en tempelleeuwen naar de hoofdingang van de wihan. Het huidige gebouw dateert uit 1926 en het interieur biedt onderdak aan een grote bronzen zittende Boeddha omringd door andere beelden. De muren zijn bedekt met schilderingen, met name van Jataka-verhalen over de vorige levens van de Boeddha. Er zijn ook schilderingen met verhalen uit de Reamker, de Khmer-versie van de Ramayana. 
Rond het grote heiligdom staan talloze kleinere altaren, waaronder een dat gewijd is aan mevrouw Penh, voorgesteld door een modern, polychroom beeld. Ten westen van de wihan bevindt zich een chedi met de as van koning Ponhea Yat, die in 1431 de hoofdstad naar Phnom Penh verplaatste.
Onderaan de heuvel is een monument opgericht om het Franco-Siamese verdrag van 1907 te herdenken. Frankrijk dwong Thailand toen om drie provincies, gepresenteerd als drie vrouwen in klederdracht, terug te geven aan het Franse protectoraat Cambodja, gerepresenteerd door koning Sisowath op een troon.

## Afbeeldingen

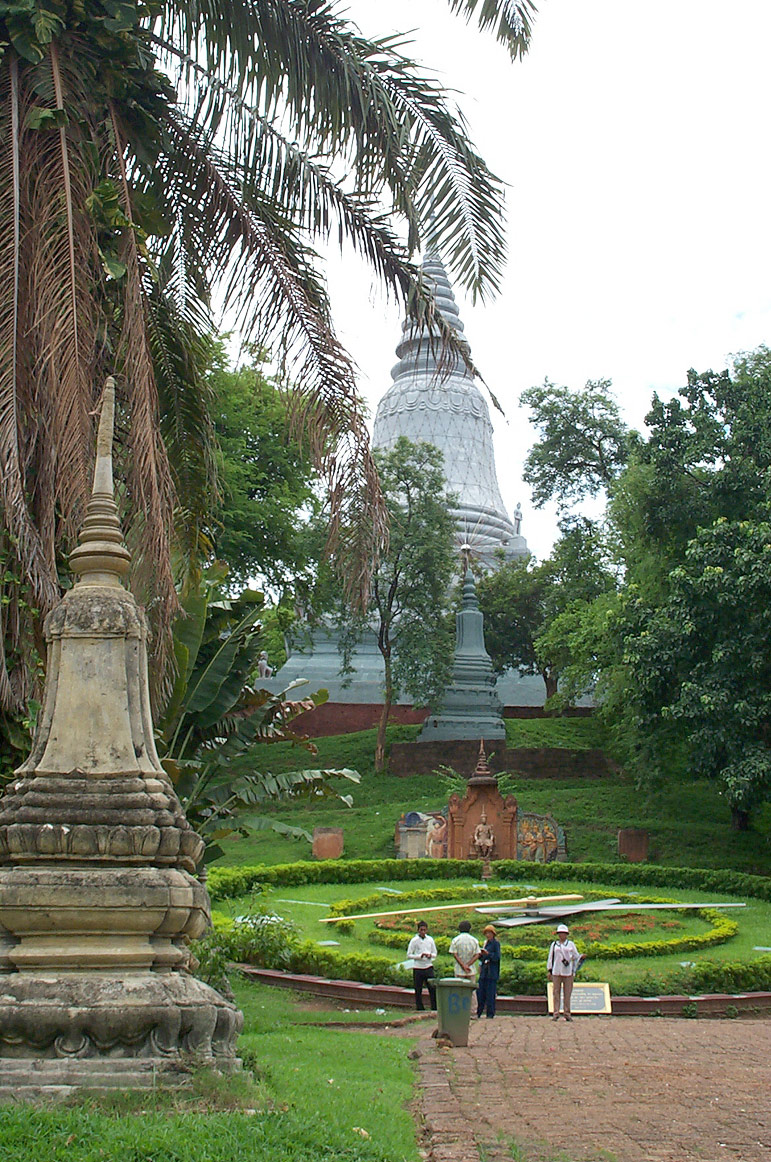
Zicht op de wat
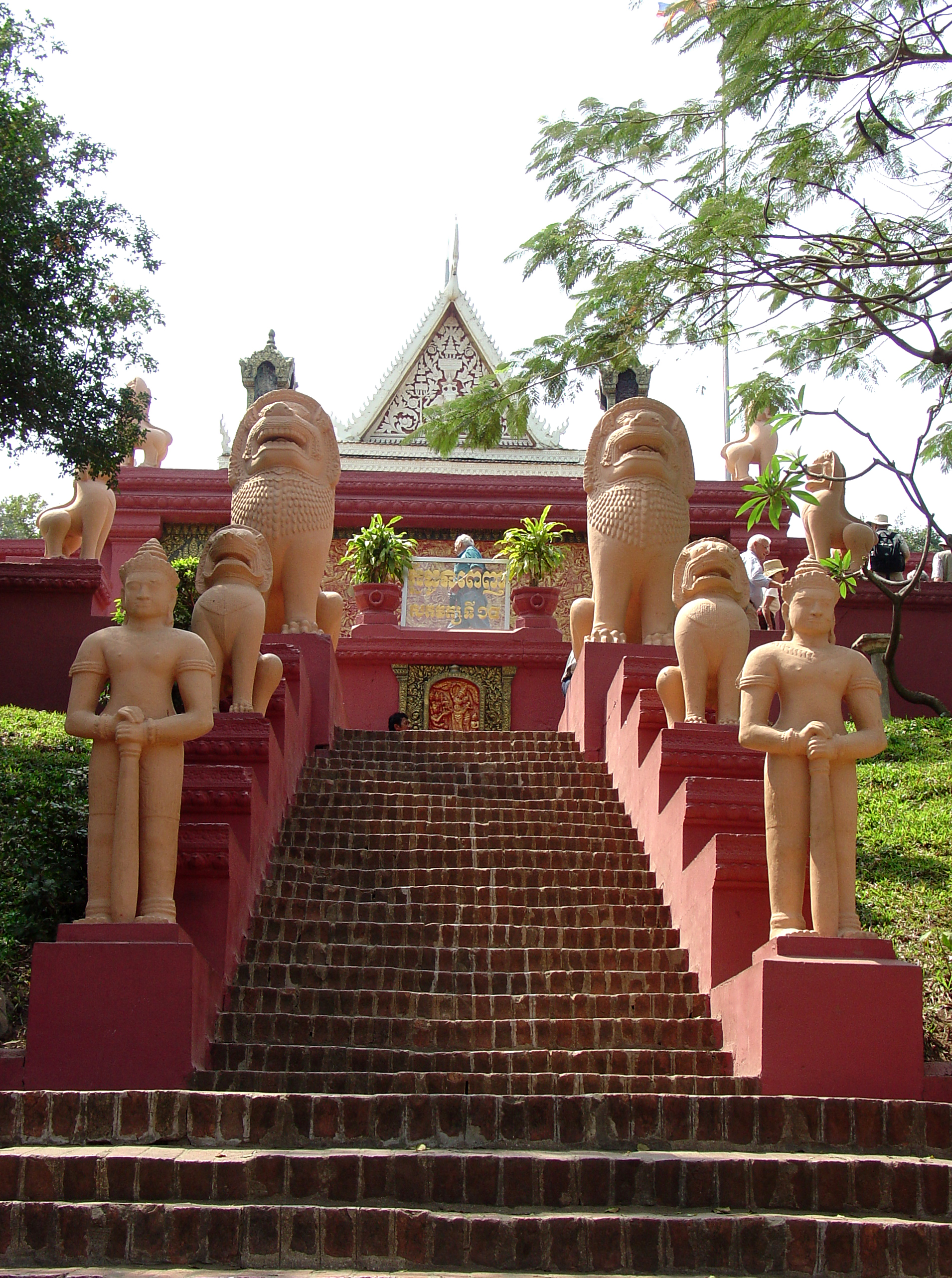
Trap naar de wihan
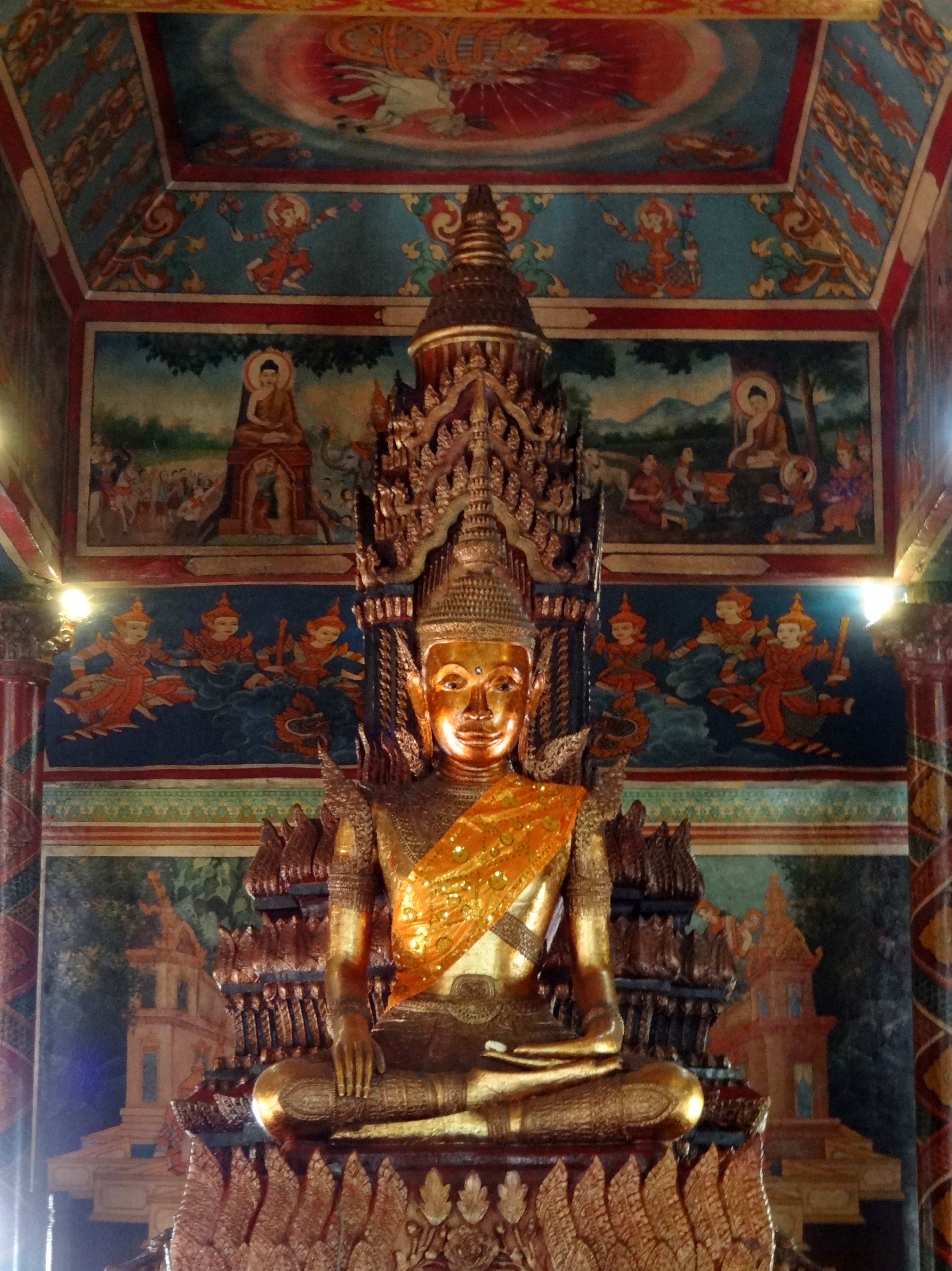
Grote Boeddhabeeld in de wihan
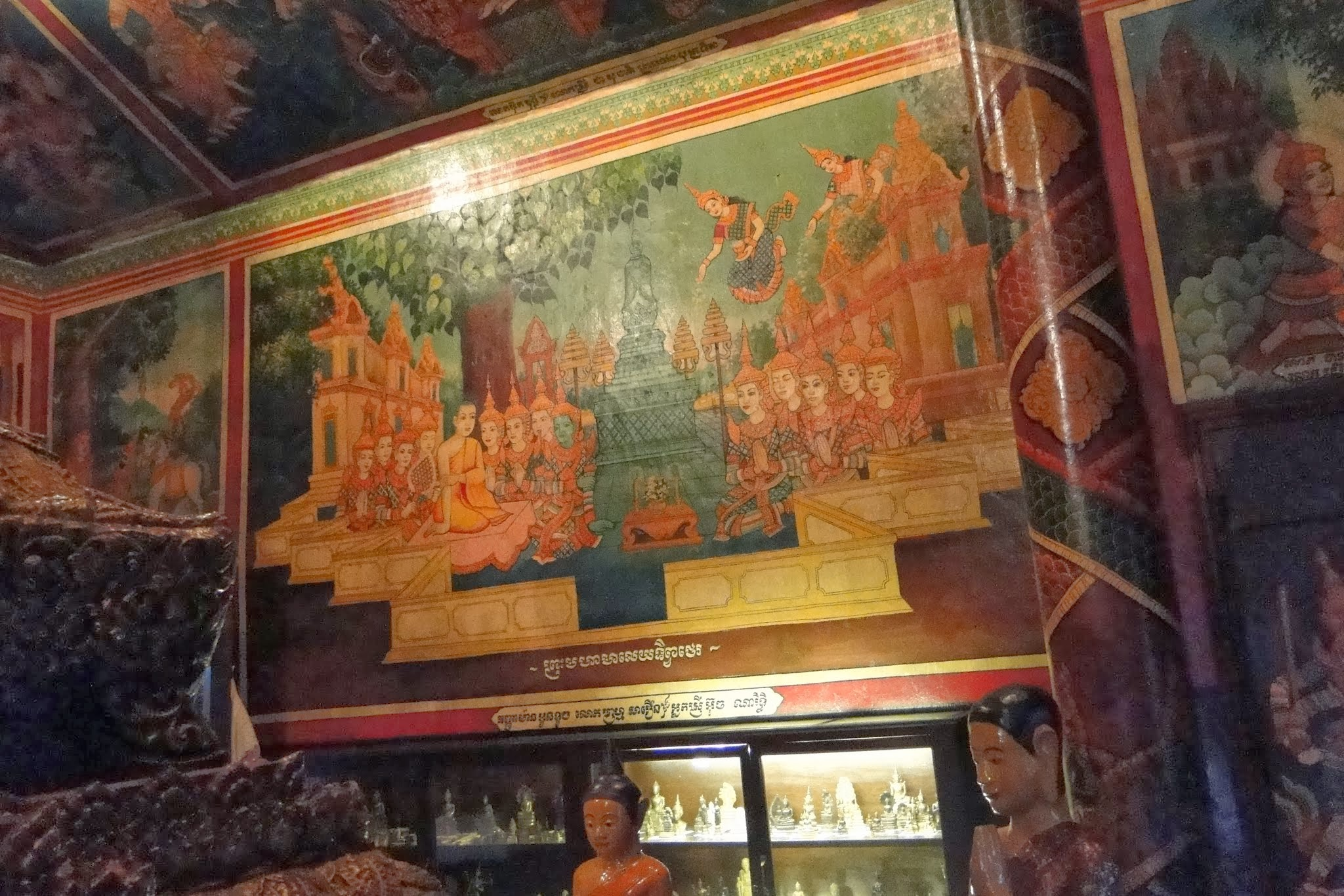
Schilderingen in de wihan
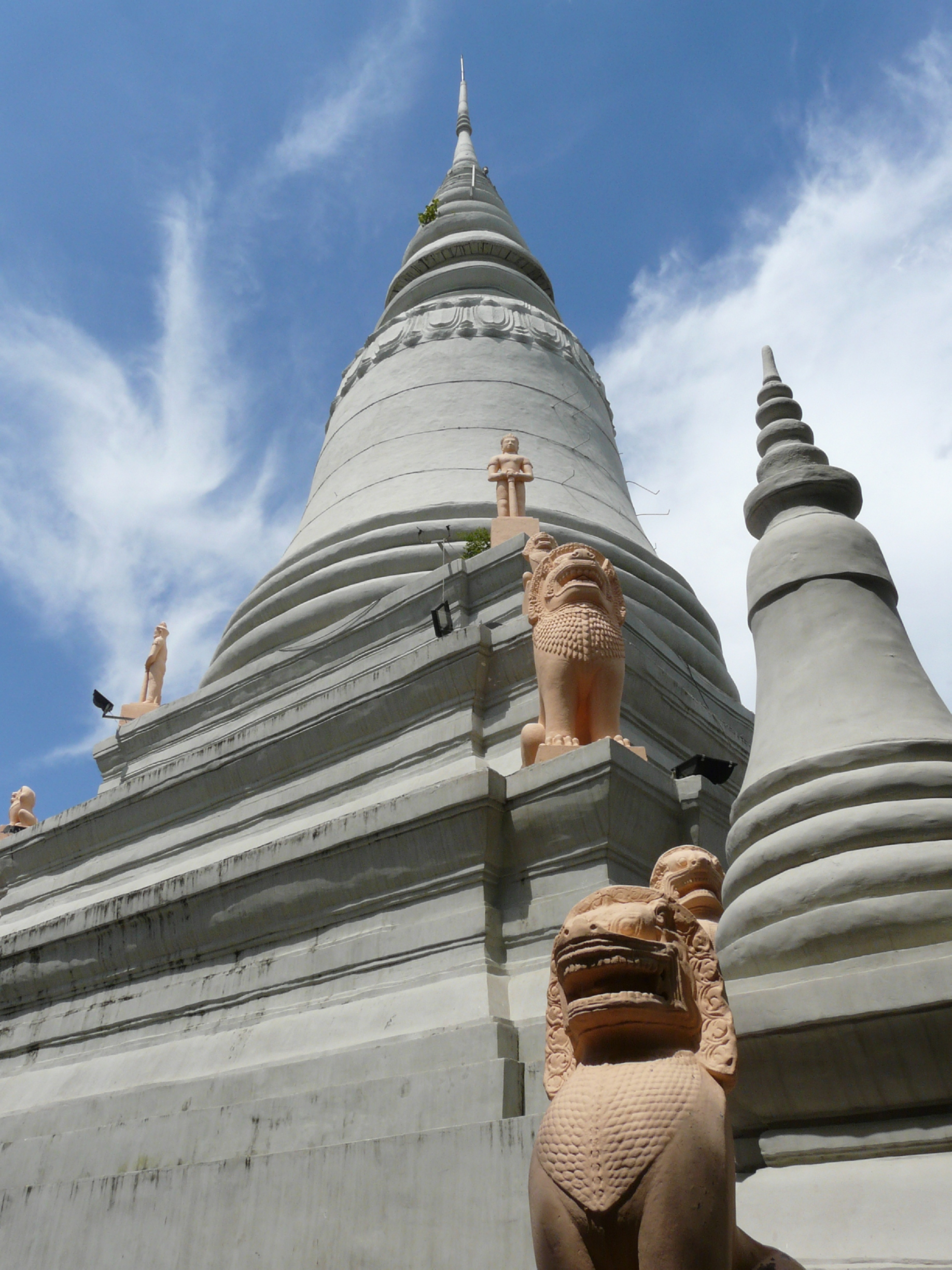
Chedi van Ponhea Yat
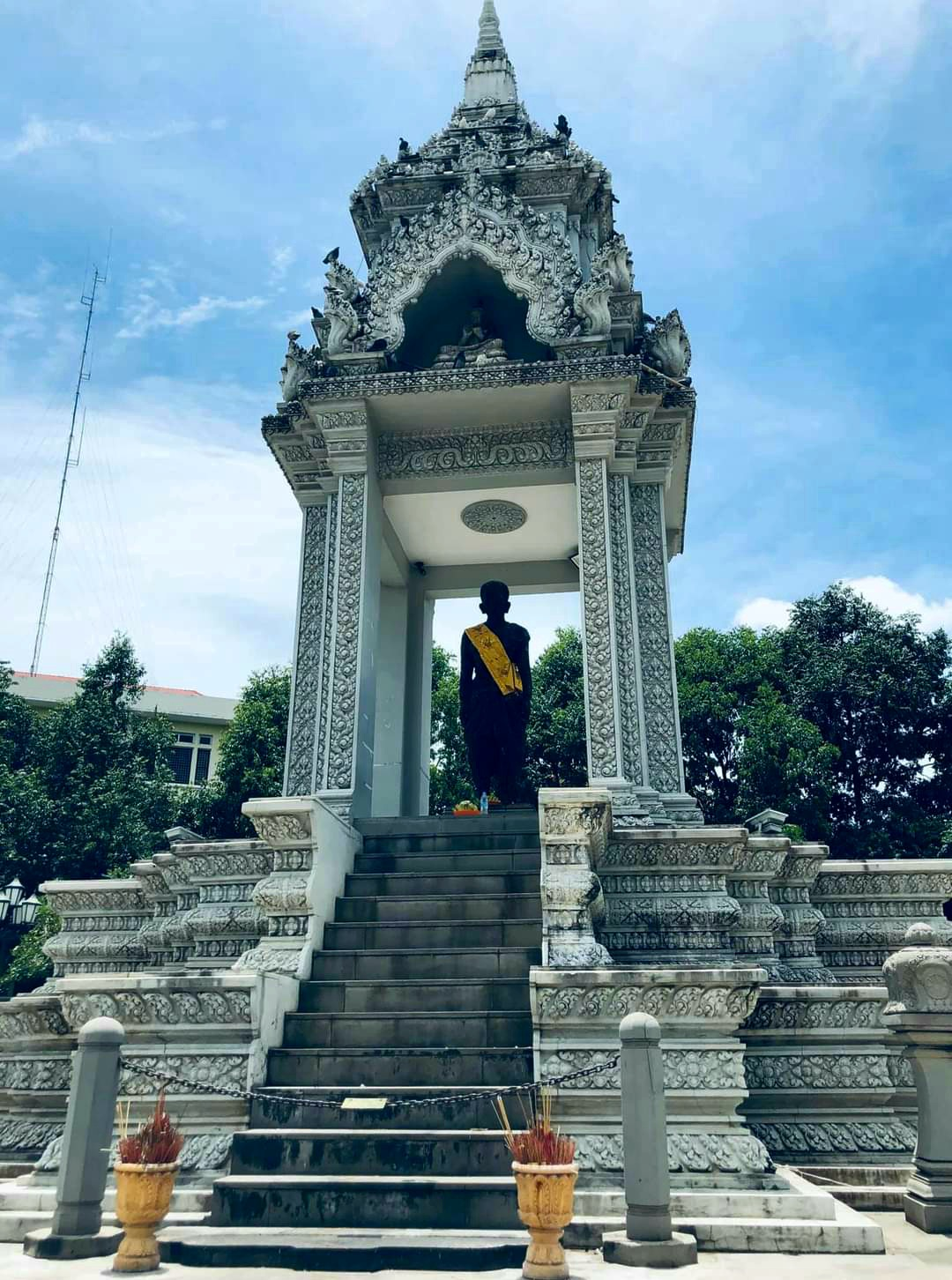
Heiligdom voor Penh
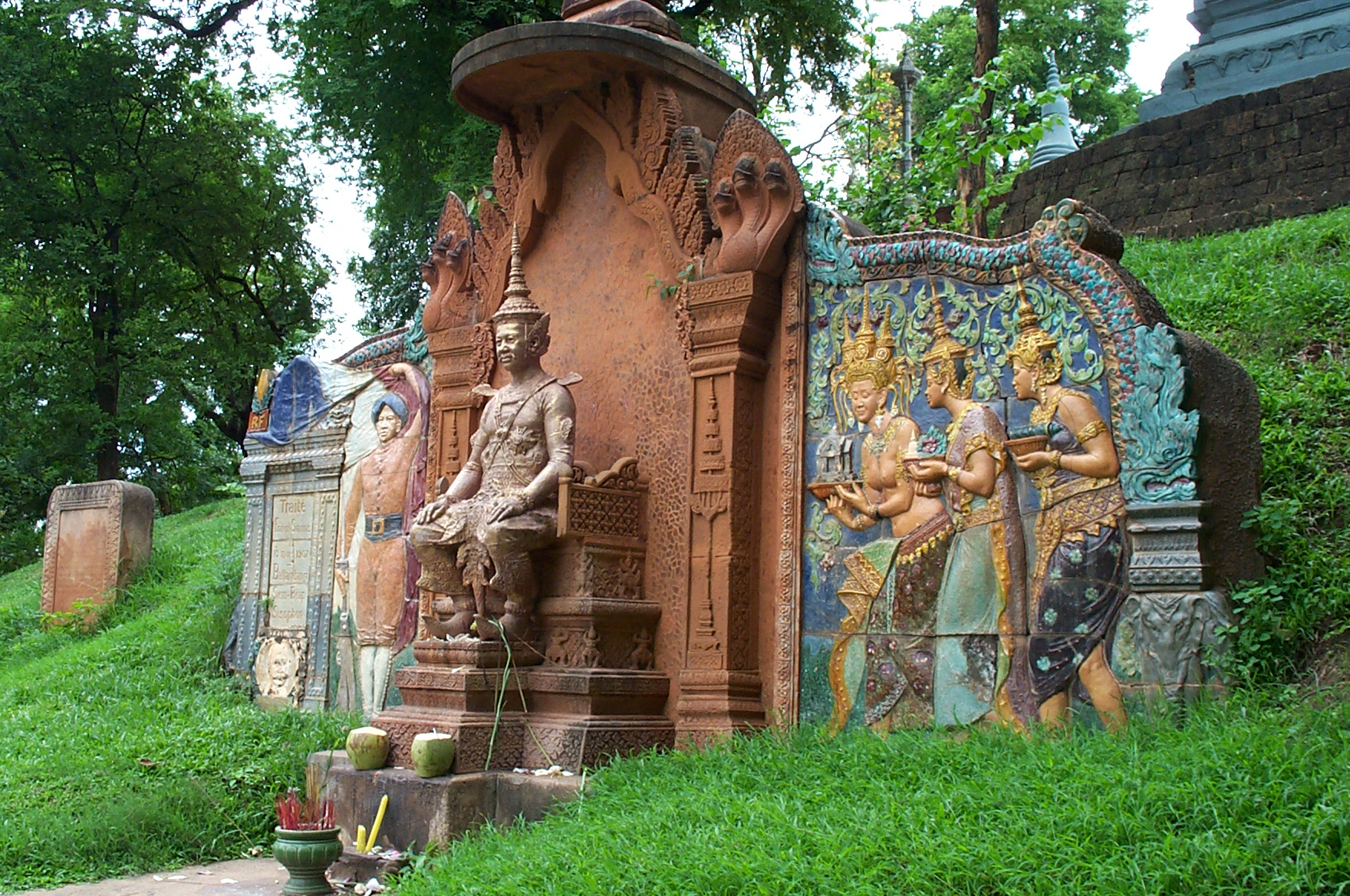
Monument voor Sisowath
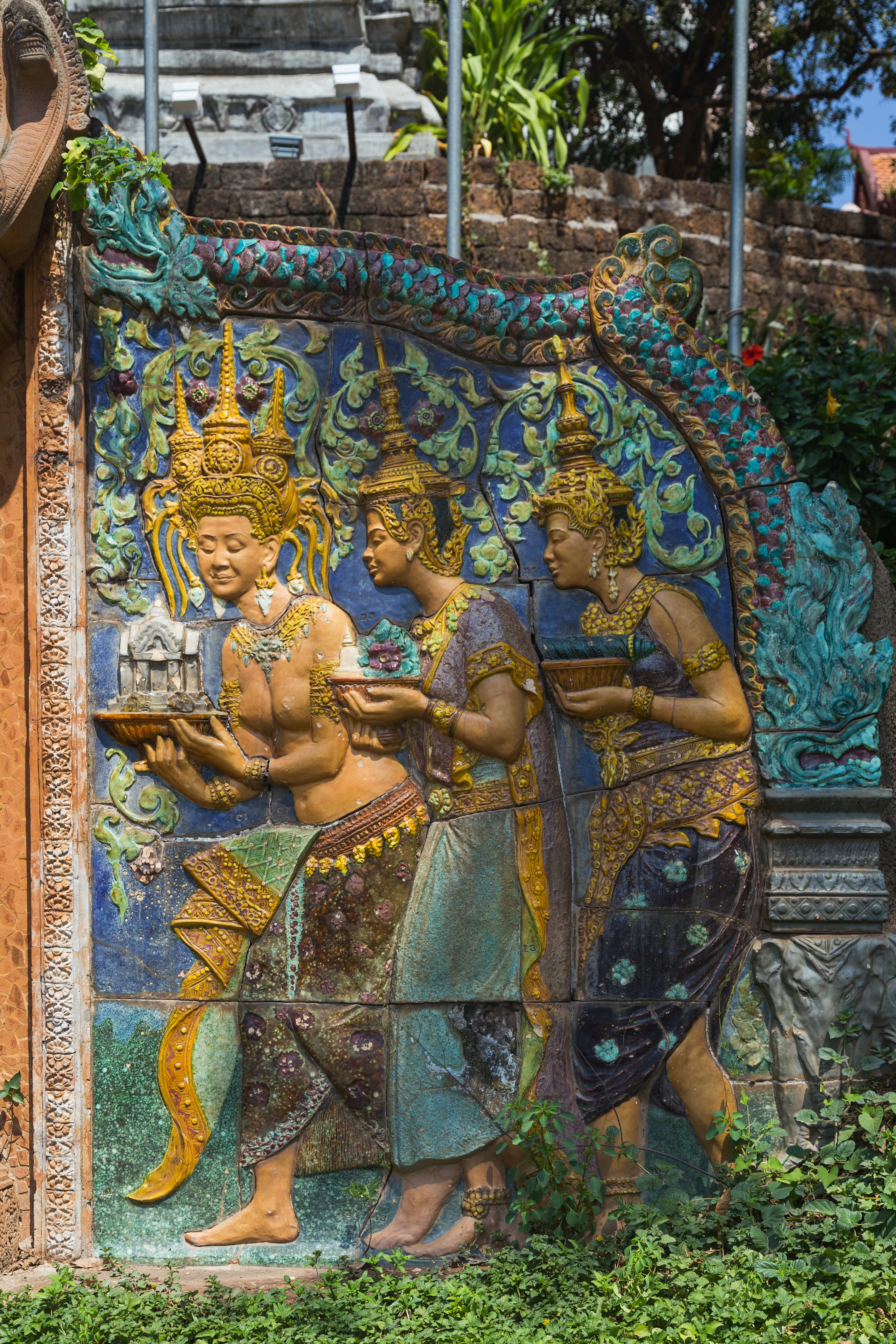
Monument voor Sisowath (detail)